# Túbul renal
El túbul renal és la porció de la nefrona que conté el líquid tubular filtrada pel glomèrul. Després de passar pel túbul renal, el filtratge segueix el sistema de conducte col·lector, que no forma part de la nefrona.
Els components del túbul renal són:
- Túbul contort proximal
- Nansa de Henle
  - Branca descendent de la nansa de Henle
  - Branca ascendent de la nansa de Henle
    - Branca ascendent prima de la nansa de Henle
    - Branca ascendent gruixuda de la nansa de Henle
- Túbul contort distal